# Archaeophocaena
Archaeophocaena teshioensis це вид вимерлих морських свиней з пізньоміоценової формації Koetoi в Японії, що жили приблизно 6,4–5,5 мільйонів років тому. Голотипний зразок — частковий череп. Тварина разом з Miophocaena і Pterophocaena, здається, є проміжною фазою між морськими свинями і дельфінами. Назва роду походить від давньогрецького archaeo — «давній» і латинського phocaena — «морська свиня»; назва виду вшановує район Тешіо, де був виявлений голотип.